# چون عاشقت هستم (ترانه مرد پستچی)
«چون عاشقت هستم (ترانهٔ مرد پُستچی)» (به انگلیسی: Because I Love You (The Postman Song)) ترانه‌ای از استیوی بی خوانندهٔ اهل آمریکاست که وارن آلن بروکس آن را نوشته‌است. شعر ترانه در مورد مردی است که تلاش می‌کند دختر مورد علاقه‌اش را متقاعد کند از پیش او نرود. راوی در آغاز ترانه به عشقش می‌گوید روز گذشته پُستچی نامه‌ای از او برایش آورده و به همین دلیل دارد این ترانه را می‌نویسد.
این قطعهٔ پاپ که تنها شمارهٔ ۱ استیوی بی در ایالات متحدهٔ آمریکاست، به‌مدت ۲۳ هفته در جدول ۱۰۰ تک‌آهنگ داغ بیلبورد حضور داشت. «چون عاشقت هستم» در ۸ دسامبر ۱۹۹۰ به صدر بیلبورد هات ۱۰۰ رسید و برای ۴ هفتهٔ متوالی آن جایگاه را حفظ کرد. تک‌آهنگ در جدول ترانه‌های معاصر بیلبورد هم عملکرد موفقیت‌آمیزی داشت و ۲ هفتهٔ متوالی شمارهٔ ۱ آن جدول بود. در بریتانیا «چون عاشقت هستم» تا ردهٔ ششم جدول تک‌آهنگ‌های بریتانیا صعود کرد و برای ۹ هفته در آن جدول حضور داشت.

## فهرست قطعه‌های تک‌آهنگ (ایالات متحده)

### نسخهٔ وینیل ۷ اینچی
1. «چون عاشقت هستم (ترانه مرد پستچی)» نسخهٔ رادیویی - ۴:۲۰
2. «چون عاشقت هستم (ترانه مرد پستچی)» - ۴:۵۷[۵]

### نسخهٔ نوار کاست
1. «چون عاشقت هستم (ترانه مرد پستچی)» نسخهٔ رادیویی - ۴:۲۰
2. «چون عاشقت هستم (ترانه مرد پستچی)» - ۴:۵۷[۶]

### نسخهٔ سی‌دی
1. «چون عاشقت هستم (ترانه مرد پستچی)» نسخهٔ رادیویی - ۴:۲۰[۷]

## موقعیت در جدول‌های فروش
| چارت موسیقی (۱۹۹۰–۱۹۹۱)                    | بالاترین جایگاه |
| ------------------------------------------ | --------------- |
| جدول موسیقی سوئیس                          | ۲۲              |
| فهرست برترین‌های سوئد                       | ۴               |
| جدول کنترل رسانه آلمان                     | ۹               |
| ۱۰۰ تک‌آهنگ برتر هلند                       | ۲               |
| اولتراتاپ بلژیک (فلاندرز)                  | ۲               |
| وی‌جی-لیستای نروژ                           | ۴               |
| جدول‌های ای‌آرآی‌ای استرالیا                  | ۸               |
| انجمن صنعت ضبط نیوزیلند                    | ۹               |
| ۱۰۰ تک‌آهنگ داغ بیلبورد ایالات متحدهٔ آمریکا | ۱               |
| جدول ترانه‌های معاصر بیلبورد                | ۱               |
| جدول تک‌آهنگ‌های بریتانیا                    | ۶               |

### جدول‌های همهٔ زمان‌ها
| چارت ۶۰ ساله (۱۹۵۸–۲۰۱۸) | بالاترین جایگاه |
| ------------------------ | --------------- |
| ۱۰۰ تک‌آهنگ داغ بیلبورد   | ۷۱              |